# Jessie Kite
Jessie Theresa Kite (* 17. Mai 1892 in London; † 1. Mai 1958 in Chichester) war eine britische Turnerin.

## Erfolge
Jessie Kite nahm 1928 an den Olympischen Spielen in Amsterdam teil und gehörte bei diesen zur britischen Turnriege im Mannschaftsmehrkampf, bei dem insgesamt fünf Mannschaften antraten. Den Wettkampf schlossen die Britinnen mit 258,25 Punkten auf dem dritten Platz ab, hinter den siegreichen Niederländerinnen, die mit 316,75 Punkten Olympiasiegerinnen wurden, und den mit 289 Punkten zweitplatzierten Italienerinnen. Dahinter folgten die Mannschaften Ungarns und Frankreich. Kite erhielt somit zusammen mit Annie Broadbent, Lucy Desmond, Margaret Hartley, Amy Jagger, Queenie Judd, Midge Moreman, Carrie Pickles, Ethel Seymour, Ada Smith, Hilda Smith und Doris Woods die Bronzemedaille.
Sie war Mitglied des Northampton Polytechnic Institute Women’s Gymnastics Clubs, wo sie ebenso wie ihre olympischen Mannschaftskolleginnen Ethel Seymour, Jessie Kite, Doris Woods, Midge Moreman und Queenie Judd unter Rudolf „Obie“ Oberholzer trainierte. Mit der Mannschaft gewann sie 1923 die nationale Meisterschaft. 1924, 1925 und 1927 belegte sie dort im Einzel jeweils den zweiten Platz.